# Viviane Forrester
Viviane Dreyfus, plus connue sous le nom de Viviane Forrester, est une femme de lettres, essayiste, romancière et critique littéraire française née le 29 septembre 1925 à Paris 16e et morte le 30 avril 2013 à Paris 7e.
Son œuvre comprend des romans, des biographies et des essais. Elle reçoit notamment le prix Femina Vacaresco en 1983, le prix Médicis essai en 1996 et le prix Goncourt de la biographie en 2009.

## Biographie

### Jeunesse
Viviane Dreyfus naît à Paris dans une famille aisée. Pendant l'Occupation, ils fuient en Espagne pour échapper aux rafles de Juifs,. En 1946 elle épouse Simon Stoloff, ancien pilote au « groupe Lorraine » des FFL qu'il a rejoint dès le 16 juin 1940. Ils auront deux enfants, Bernard Stoloff (1947-...) et Jean Stoloff (1954-1992).
Divorcée en 1962, elle épouse en 1967 le peintre néo-zélandais John Forrester (de). Le couple se sépare après quelques années, sans jamais divorcer,.

### Carrière littéraire
Ainsi des exilés, son premier roman paraît en 1970. Critique littéraire au quotidien Le Monde, elle écrit également pour Le Nouvel Observateur et La Quinzaine littéraire,.
Elle est considérée comme une spécialiste de Vincent van Gogh et Virginia Woolf. En 1983, le prix Femina Vacaresco est attribué à Van Gogh ou l'Enterrement dans les blés. Sa biographie de la femme de lettres britannique reçoit en 2009 le prix Goncourt de la biographie,. À partir de 1994, elle fait partie du jury du prix Femina.

Viviane Forrester se fait connaître au niveau international grâce à ses essais. Elle critique l'« ultralibéralisme » dans L'Horreur économique. L'ouvrage, paru en 1996, et écrit après le suicide d'un de ses deux fils alors au chômage, reçoit le prix Médicis essai. Bien que très critiqué par la presse économique, il devient néanmoins un livre à succès, vendu en France à plus de 350 000 exemplaires. 

« En jouant les mouches du coche dans un monde d'experts et en rédigeant, sans jargon mais aussi sans nuances, le cahier de doléances des exclus de la croissance, la spécialiste de Virginia Woolf, d'Edith Wharton ou encore de Nathalie Sarraute les vengeait tous de cet ennemi invisible représenté confusément par tous les hommes en gris de la planète. »

L'Horreur économique est traduit dans une trentaine de langues et ses ventes au niveau mondial atteignent le million d'exemplaires,. Elle publie également Une étrange dictature— retitré  La dictature du profit —, ainsi que Le Crime occidental, qui met en perspective le problème israélo-palestinien et l'attitude des démocraties occidentales,.
Rue de Rivoli, un journal relatant sa vie entre 1966 à 1972, paraît en 2011, suivi d’un recueil de nouvelles, Dans la fureur Glaciale.

« Le 19 avril 2013, onze jours avant sa mort survenue le 30, Viviane Forrester me faisait parvenir « le début de ce qui pourrait s’appeler “la promesse du pire” ». Une vingtaine de feuillets, envoi de l’essai que nous avions projeté de publier au Seuil en janvier 2014 pour faire suite à L’Horreur économique, ce livre au succès planétaire qui avait paru chez Fayard en 1996. »

Avec la même virulence que dans L'Horreur économique, elle dresse dans ces quelques pages un constat critique des pratiques financières du XXe siècle qui perdurent en s’accentuant au XXIe :

« On spécule sur du rien mais aussi sur tout : sur l’inflation, le chômage, sur la volatilité des marchés boursiers, sur la volatilité de leur volatilité comme sur le temps qu’il fera. »

Viviane Forrester meurt le 30 avril 2013 dans le 7e arrondissement de Paris. Elle est inhumée dans le cimetière du Montparnasse (24e division).

## Engagements
En février 1978, elle fait partie des membres fondateurs du Comité des intellectuels pour l'Europe des libertés.
Elle fait aussi partie des membres fondateurs du collectif altermondialiste Attac,.

## Distinctions

### Prix littéraires
- 1983 : Prix Femina Vacaresco et prix Charles-Blanc de l'Académie française pour Van Gogh ou l'enterrement dans les blés
- 1992 : Prix Roland-de-Jouvenel de l'Académie française pour Ce soir, après la guerre
- 1996 : Prix Médicis essai pour L'Horreur économique
- 2009 : Prix Goncourt de la biographie pour Virginia Woolf [20]
- 2012 : Prix Anna-de-Noailles de l’Académie française pour Rue de Rivoli et Dans la fureur glaciale

### Décorations
- Commandeur de l'ordre des Arts et des Lettres le 11 décembre 1997[21].

## Publications
- Ainsi des exilés, roman, Denoël, Paris, 1970
- Le Grand Festin, roman, Denoël, Paris, 1971
- Virginia Woolf, essai, La Quinzaine littéraire, 1973
- Le Corps entier de Marigda, roman, Denoël, Paris, 1975
- Vestiges, roman, Seuil, Paris, 1978
- La Violence du calme, essai, Seuil, Paris, 1980
- Les Allées cavalières, roman, Belfond, Paris, 1982
- Van Gogh ou l’Enterrement dans les blés, biographie, Seuil, Paris, 1983
- Le Jeu des poignards, roman, Gallimard, Paris, 1985
- L’Œil de la nuit, roman, Grasset, Paris, 1987
- Mains, essai, Séguier, Paris, 1988
- Ce soir, après la guerre, récit, Fayard, Paris, 1992
- L'Horreur économique, Fayard, Paris, 1996  (ISBN 978-2213597195)
- Une étrange dictature, Fayard, Paris, 2000,  (ISBN 978-2744136542) (La dictature du profit  (ISBN 9782253151302))
- Au Louvre avec Viviane Forrester : Léonard de Vinci, Louvre/Somogy, Paris, 2002
- Le Crime occidental, Fayard, Paris, 2004
- Mes passions de toujours (Van Gogh, Proust, Woolf, etc.), Fayard, Paris, 2005
- Virginia Woolf, Albin Michel, Paris, 2009[20]
- Rue de Rivoli. Journal (1966-1972), Gallimard, Paris, 2011
- Dans la fureur glaciale, Gallimard, Paris, 2011
- La Promesse du pire, Seuil, Paris, 2013